# IC 794
IC 794 је елиптична галаксија у сазвјежђу Дјевица која се налази на листи објеката дубоког неба у Индекс каталогу.
Деклинација објекта је + 12° 5' 38" а ректасцензија 12h 28m 8,5s. Привидна величина (магнитуда) објекта IC 794 износи 13,2 а фотографска магнитуда 14,2. IC 794 је још познат и под ознакама UGC 7585, MCG 2-32-70, CGCG 70-102, VCC 1073, NPM1G +12.0319, PGC 40964.